# La Bonneville
 La Bonneville  es una población y comuna francesa, en la región de Baja Normandía, departamento de Mancha, en el distrito de Cherbourg-Octeville y cantón de Saint-Sauveur-le-Vicomte.

## Demografía
| 190 | 205 | 173 | 154 | 129 | 143 |
| Para los censos de 1962 a 1999 la población legal corresponde a la población sin duplicidades (Fuente: INSEE [Consultar]) |     |     |     |     |     |